# Neutralino
Neutralino's zijn in de deeltjesfysica, een deelgebied van de natuurkunde, hypothetische elementaire deeltjes, die in supersymmetrische theorieën optreden. 
Zij worden gekenmerkt door het feit dat aan elk van de (kwantum-)velden een partnerveld wordt toegewezen, dat wat betreft de spin met een absolute waarde van exact 1/2 verschilt van het originele kwantumveld. Aangezien de uitgangsvelden hier bosonen (geheeltallige spin) zijn, moeten de neutralino's zelf dus fermionen zijn (halftallige spin). In het bijzonder zijn neutralino's Majorana-fermionen, dat wil zeggen dat zij geen elektrische lading hebben en zich dus niet onderscheiden van hun anti-deeltjes. 